# 분평동
분평동(粉坪洞)은 청주시 서원구에 있는 동이다. 1963년 청원군 사주면이 완전히 청주시에 편입될 때, 분평동이 되었다. 산·미·분·수곡동 관할에 있다가 1992년 산·미·분·수곡동에서 수곡동이 분동되면서 산미분장동이 되었다. 1989년 서부출장소 관할이 되었다가, 1995년 흥덕구 관할이 되었다. 2008년 1월 1일 산미분장동에서 각각 나뉘어 분평동(행정동)으로 분동되었다. 2014년 청주시, 청원군 통합으로 서원구로 개편되었다.

## 역사
- 1914년 4월 1일 : 청주군 남주내면, 청원군 사주면, 남일면, 남이면 지역
- 1963년 1월 1일 : 청주시 산미분수곡동에 산남, 미평, 분평, 수곡동 편입
- 1990년 8월 1일 : 남일면 장암리, 남이면 장성리 편입
- 1992년 6월 1일 : 산미분수곡동에서 산미분장동으로 분동
- 2008년 1월 1일 : 산미분장동에서 산남동, 분평동으로 분동
- 분평동은 본래 청주군 남주내면(南州內面)에 속한 지역으로 1914년 일제의 행정구역개편에 따라 원평리, 대촌리, 분동 일부를 병합하여 사주면(四州面) 관할이 되었다. 1963년 1월 1일 청원군 사주면이 완전히 청주시에 편입될 때, 분평동이 되었다. 산·미·분·수곡동 관할에 있다가 1992년 6월 1일 산·미·분·수곡동에서 수곡동이 분동되면서 산·미·분·장동 관할이 되었다. 1989년 5월 1일 서부출장소 관할이 되었다가, 1995년 1월 1일 흥덕구 관할이 되었다. 2008년 1월 1일 산미분장동에서 분평동(행정동)으로 분동 됨
- 미평동은 본래 청주군 남주내면(南州內面)에 속해 있던 지역으로 1914년 일제의 행정구역개편에 따라 두지리(斗之里), 영호리(永虎里), 가북리(駕北里), 분동리(粉洞里) 일부 및 남이면(南二面)의 가북리(駕北里), 가남리(駕南里), 가중리(駕中里)의 각 일부를 병합하여 미평리(米坪里)라 명명하고 사주면(四州面)에 편입되었다. 1963년 1월 1일 청원군 사주면이 완전히 청주시에 편입될 때, 미평리도 청주시에 편입되어 산·미·분·수곡동 관할의 법정동이 되었다. 1992년 6월1일 산미분수곡동에서 수곡동이 분동되면서 산미분장동이 되었고 2008년 1월 1일 분평동 관할의 법정동으로 편입.
- 장암동은 본래 청주군 남일하면(南一下面)에 속해 있던 지역으로 1914년 일제의 행정구역개편에 따라 가암리(佳岩里), 용평리(龍坪里), 송산리(松山里), 신목리(新木里)의 각 일부를 병합하여 장암리(壯岩里)라 명명하고 남일면(南一面)에 편입하였다. 1990년에 장암동(壯岩洞)으로 개칭하여 청주시 산·미·분·수곡동(행정동)에 편입되었다. 1992년 6월1일 산미분수곡동에서 수곡동이 분동되면서 산미분장동이 되었고 2008년 1월 1일 분평동관할의 법정동으로 편입.
- 장성동은 본래 청주군 남이면에 속해 있던 지역이다. 장성이 서있던 곳이어서 붙어진 이름이다. 장승의 원말은 장생인데 이것이 장승, 장성 등으로 변한 것으로 추정된다. 1914년 일제의 행정구역개편에 따라 점운리(占雲里)와 궁평리(宮坪里)를 병합하여 장성리라 명명하였다. 1990년 8월 1일 남일면 장성리를 장성동으로 바꾸어 흥덕구 산미분수곡동에 편입하였다. 1992년 6월1일 산미분수곡동에서 수곡동이 분동되면서 산미분장동이 되었고 2008년 1월 1일 분평동관할의 법정동으로 편입.

## 법정동
- 미평동(米坪洞) 일부
- 분평동(粉坪洞) 일부
- 장암동(壯岩洞)
- 장성동(長城洞)

## 교통
- 청주남부정류장 (산남동 관할)
- 대성티앤이 본사 (미평동)

## 주요 기관
- 청주지방합동청사
  - 청주고용노동지청
  - 충북남부보훈지청
  - 충북지방노동위원회
- 한국농어촌공사 충북지역본부
- 청주준법지원센터
- 청주서원도서관
- 산림조합중앙회 충북지역본부 (장암동)

### 의료
- 참사랑병원 (미평동)
- 충북도립 노인전문병원 (미평동)
- 청주시립요양병원 (장성동)
- 청주탑요양병원 (미평동)

## 교육
- 남성초등학교
- 남평초등학교
- 분평초등학교
- 원평초등학교
- 남성중학교
- 원평중학교
- 청주하이텍고등학교

## 주거
| 단지명                       | 건설사                       | 시행사                       | 주소                       | 입주        | 비고     |
| ---------------------------- | ---------------------------- | ---------------------------- | -------------------------- | ----------- | -------- |
| 분평 뜨란채 (분평주공 1단지) | ㈜경동                       | 대한주택공사                 | 서원구 월평로 25           | 2000년 10월 | 분양전환 |
| 분평주공 2단지               | 요진산업㈜ ㈜한양            | 대한주택공사                 | 서원구 1순환로1137번길 129 | 1997년 10월 |          |
| 분평주공 3단지               | ㈜삼익 ㈜한양                | 대한주택공사                 | 서원구 1순환로1137번길 130 | 1997년 10월 |          |
| 분평주공 4단지               | 삼능건설㈜                   | 대한주택공사                 | 서원구 1순환로1137번길 80  | 1999년 10월 |          |
| 분평주공 5단지               | ㈜한양                       | 대한주택공사                 | 서원구 분평로 88-1         | 1998년 2월  |          |
| 분평주공 6단지               | 임광토건㈜ 요진산업㈜        | 대한주택공사                 | 서원구 1순환로1137번길 19  | 1999년 9월  |          |
| 분평주공 7단지               | 신원종합개발 한일건설㈜      | 대한주택공사                 | 서원구 분평로 18           | 1997년 12월 |          |
| 분평 현대대우                | 현대산업개발 ㈜대우 건설부문 | 현대산업개발 ㈜대우 건설부문 | 서원구 월평로 24           | 1999년 7월  |          |
| 주은프레지던트               | ㈜덕일엔지니어링             | 주은산업㈜                   | 서원구 1순환로1137번길 79  | 2001년 11월 |          |
| 분평 대원                    | ㈜대원                       | ㈜대원                       | 서원구 분평로 49           | 2000년 10월 |          |
| 분평 리슈빌                  | 계룡건설산업                 | 리드산업개발㈜               | 서원구 매봉로 28 (1단지)   | 2008년 7월  |          |
| 분평 리슈빌                  | 계룡건설산업                 | 리드산업개발㈜               | 서원구 매봉로 26-1 (2단지) | 2008년 7월  |          |